# スビラクス (小惑星)
スビラクス（英語：134124 Subirachs）は、小惑星帯に位置する小惑星。スペインの天文学者ホセ・マンテカ (José Manteca) がベゲス天文台 (Observatorio de Begues) で発見した。
名前はカタロニアの国際的な彫刻家でサグラダ・ファミリアの彫刻群の製作の指揮をとったジョゼップ・マリア・スビラクス（José María Subirachs または Josep Maria Subirachs、1927年生まれ）から命名された。